# طاهر وادي
طاهر وادي لاعب كرة قدم سعودي ، في مركز الظهير الأيمن ، يلعب حاليا مع نادي الدرعية معار من نادي القادسية.

## مسيرة اللاعب
مثل نادي القادسية في الفئات السنية ولعب في الفريق الأول في عام 2022 وأعير إلى نادي الدرعية في عام 2024.